# Knight Vision
Knight Vision (o traducido como "Visión de caballero") es el sexto episodio de la novena temporada de la serie de televisión de CBS How I Met Your Mother y el episodio número 190 en total.

## Reparto
| - Josh Radnor como Ted Mosby - Jason Segel como Marshall Eriksen - Cobie Smulders como Robin Scherbatsky - Neil Patrick Harris como Barney Stinson - Alyson Hannigan como Lily Aldrin - Cristin Milioti como La Madre (ausente) - Bob Saget como Futuro Ted Mosby (voz, no acreditado) | - Anna Camp - Cassie - Edward Herrmann - Rev. Lowell |

## Trama
El viernes a las 9:00 p. m., 45 horas antes de la boda, el grupo (menos Marshall) comienza el fin de semana de la boda oficialmente con bebidas mientras Barney y Robin le recuerdan a Ted que tiene la oportunidad de salir con una de las mujeres solteras que va a asistir esa noche. Barney compara la opción con la que se hizo al final de Indiana Jones y la última cruzada cuando Indy tuvo que escoger cuál de las copas era el Santo Grial y la elección equivocada puede significar que Ted tendrá un fin de semana miserable. Barney y Robin presentan a Ted tres opciones: Sophia, Cassie y Grace (quien no llega hasta más tarde). Aunque Barney sugiere a Sophia, Ted va por Cassie cuando ella llega y menciona que los dos probablemente tendrán 'diversión' ese fin de semana.
Cuando Lily conoce al oficiante de la boda, el reverendo Lowell, ella le dice la historia de cómo conoció a Marshall, lo que provoca que él se vaya enojado. Barney y Robin admiten a Lily que habían robado la historia de Lily y Marshall cuando se dieron cuenta de que Lowell desaprobaría la historia de cómo se conocieron en realidad y rechazaría la solicitud de casarlos. Aunque se las arreglan para engañar a Lowell nuevamente cuando descubren que Lowell cree que es Lily la que está mintiendo, Lowell se da cuenta de que mienten cuando se vuelven indignados por las insultantes descripciones de Lily cuando Lily utiliza la historia de cómo Barney y Robin se conocieron como base de la «verdadera» historia de cómo ella conoció a Marshall. Robin y Barney le ruegan para que los case de todas formas, pero él se niega firmemente y les dice que salgan de la iglesia. Barney admite que no deberían haber mentido ya que a él le encanta la historia de cómo él y Robin se juntaron y comenta brevemente sus sórdidas historias, sólo para descubrir un par de minutos más tarde que Lowell murió en su silla. Esto les deja libre para casarse en la iglesia, pero sin un ministro.
Aunque Ted y Cassie parecen pasarla bien, los planes de fin de semana de Ted rápidamente comienzan a descarrilarse con cada elección que hace (lo cual es destacado por la aparición del caballero de Indiana Jones y la última cruzada en cada ocasión). Cassie se vuelve dependiente de Ted y abatida cuando se entera de que ha perdido su trabajo, donde ella era odiada por todos, su exnovio es también un invitado a la boda que ha enganchado con Sophia, y los padres de Cassie dejan sin mucha simpatía a Ted consolar a Cassie después de que él los conoce. Cuando sus intentos de intimar se vuelven cada vez más improbables, Cassie graciosamente le permite Ted a dejarla para que así todavía pueda disfrutar su fin de semana. Sin embargo, ya todo el mundo cree que él y Cassie son una pareja; cuando Grace finalmente llega, úel ltimo intento de Ted de encontrar otra cita se arruina cuando propone un brindis en memoria del reverendo Lowell, sólo para descubrir que era el tío de Cassie. Ted se disculpa y dice adiós a Grace cuando se ve obligado a pasar el resto de la noche confortando a Cassie. Futuro Ted señala que todo lo que hizo esa noche fue elegir mal, así que no pudo tener una cita con nadie ese fin de semana. Sin embargo, ahora él sabe que si lo hubiera hecho, probablemente nunca habría conoció a su esposa y comenta que tal vez había elegido sabiamente en el largo plazo.
Durante su largo viaje a Farhampton, Marshall le dice a Daphne de cómo debe ser duro y convencer a Lily a renunciar a su trabajo de sueño en Italia para que pueda permanecer en Nueva York y ser un juez. Daphne intenta dirigir a Marshall a través de la conversación y la discusión subsiguiente que tendrá con Lily, pero lo obliga a volver a empezar varias veces. Cuando Daphne se entera de que Marshall ya ha tomado el trabajo, ella lo critica por no considerar los deseos de su esposa o su sueño, diciéndole que su marido era el mismo en lo que refería a su carrera. Cuando Marshall le pregunta cuál es su trabajo, se pone furioso al descubrir que ella hace lobbying para una compañía petrolera y cree que Daphne quiere rechazar el trabajo porque él es un ambientalista. Marshall luego se disculpa por gritarle a Daphne y acepta que tiene que ser justo con Lily y no duro. Daphne acepta y se disculpa, ya que estaba tan enfadada con Marshall que le envió un mensaje de texto a Lily diciéndole sobre el nuevo trabajo de Marshall y cómo él ya lo había tomado. Marshall se horroriza cuando su teléfono entonces comienza a sonar.

## Blog de Barney
Barney aborda el cuestionario enviado a todos los huéspedes de la boda para ayudar a Ted a seleccionar una cita para el fin de semana de la boda.